# Dolná Mariková
Dolná Mariková (Hongaars: Alsómarikó) is een Slowaakse gemeente in de regio Trenčín, en maakt deel uit van het district Považská Bystrica.
Dolná Mariková telt 1.420 inwoners.